# Ivan Engnell
Karl Ivan Alexander Engnell (* 12. Dezember 1906 in Linköping; † 10. Januar 1964) war ein schwedischer Theologe.

## Leben
Engnell schloss 1933 sein Studium der Philosophie in Uppsala ab, 1934 das der Theologie. 1940 erhielt er das Lizenziat in der Theologie. 1943 wurde er promoviert und wurde Dozent für alttestamentliche Exegese. 1947 wurde er Professor für exegetische Theologie an der Universität Lund und im gleichen Jahr auch für Exegetik an der Universität Uppsala. 1949 wurde er Inspektor für Gotland. Engnell gab mehrere wissenschaftliche Schriften heraus und verfasste zahlreiche Artikel in der Tages- und Fachpresse.

## Mitgliedschaften
- Nathan Söderblom-sällskapet
- American Oriental Society
- Society for Old Testament Study
- Society of Biblical Literature and Exegesis
- International Organization of Old Testament Scholars

## Werke
- Studies in divine kingship in the ancient Near East (1943),
- Gamla Testamentet, en traditionshistorisk inledning (1945)
- Svenskt bibliskt uppslagsverk (Herausgeber und Verfasser) I (1948), II (1952)